# Cantoblanco
Cantoblanco és una zona del barri d'El Goloso, en el districte de Fuencarral-El Pardo, municipi de Madrid.
Té una estació de la Línia C-4 del servei ferroviari de Rodalies Madrid, l'Estació de Cantoblanco Universidad.

## Campus de la Universitat Autònoma de Madrid
A Cantoblanco se situa el campus principal de la Universitat Autònoma de Madrid (UAM). Juntament amb el campus de la Pau forma la UAM. El campus de Cantoblanco té una extensió de 2.252.000 m². No obstant això, només 766.630 m² urbanitzats, dels quals 120.000 són zones enjardinades. Si a això s'uneix la proximitat a la Sierra de Guadarrama, el campus es converteix en un escenari privilegiat.
A Cantoblanco es troben el rectorat i els serveis centrals i les facultats de Ciències, Filosofia i Lletres, Dret, Ciències Econòmiques i Empresarials, Psicologia, Formació de Professorat i Educació i la Escola Politècnica Superior. L'única facultat fora de Cantoblanco és la de Medicina, que es troba al costat de la Ciutat Sanitària La Paz.
També es troba una seu del Parc Científic de Madrid i diverses seus del Consell Superior de Recerques Científiques o CSIC com són el Centre Nacional de Biotecnologia (CNB), Institut de Catàlisi Petroleoquímica (ICP), l'Institut de Ciència de Materials de Madrid (ICMM) i l'Institut de Ceràmica i Vidreig (ICV).

## Campus de la Universitat Pontifícia Cometes
A Cantoblanco també té campus la Universitat Pontifícia Comillas. Allí se situen dues facultats, un institut, i un col·legi major de la Universitat Pontifícia Comillas:
- Facultat de Teologia
- Facultat de Ciències Humanes i Socials
- Institut Universitari de Ciències de l'Educació (ICE)
- Col·legi Major Comillas